# Emmanuel Genvrin
Emmanuel Genvrin est un dramaturge et romancier français né à Chartres en septembre 1952, qui vit à La Réunion.

## Biographie
D'origine franco-belge, Emmanuel Genvrin psychologue de formation, arrive à La Réunion en 1979.
Cofondateur du Théâtre Vollard en 1979, il est l'auteur de la majorité des pièces jouées par cette troupe, parmi lesquelles Marie Dessembre en 1981, Lepervenche, chemin de fer en 1990 ou Votez Ubu Colonial en 1994, toutes ancrées dans l'histoire de La Réunion. Il est co-auteur de trois opéras.
Il participe à la revue réunionnaise Kanyar, pour laquelle il écrit des nouvelles, à compter du premier numéro paru en 2013, puis contribue aux revues Indigo et Lettres de Lémurie.
Il publie deux romans dans la collection Continents noirs de Gallimard en 2016 et en 2019.
Dans Rock Sakay, il évoque l'expérience coloniale agricole de Babetville, à Madagascar. 
Avec Sabena, c'est l'épisode sanglant de Majunga en 1976 concernant les Comoriens rapatriés en Grande Comore qui est abordé, on y croise aussi le mercenaire Bob Denard au centre de trois générations de femmes.
Emmanuel Genvrin fait revivre des événements historiques méconnus tout en montrant les multiples liens migratoires et politiques entre les îles du sud-ouest de l'océan Indien.

## Principales œuvres

### Théâtre
- 1981 : Marie Dessembre
- 1982 : Nina Ségamour ou la vie passionnée d'une reine de beauté
- 1984 : Tourouze
- 1985 : Colandie
- 1987 : Runrock
- 1988 : Étuves
- 1990 : Lepervenche, chemin de fer
- 1994 : Votez Ubu Colonial
- 1997 : Baudelaire au paradis
- 2000 : Séga Tremblad
- 2003 : Quartier français, chemin de terre

### Livrets d'opéra
- 2005 : Maraina
- 2010 : Chin
- 2016 : Fridom

### Nouvelles
- « Tulé ! Tulé ! », Kanyar, no 1,‎ 2013.
- « La Terrible madame Alloume », Kanyar, no 2,‎ 2013.
- « Le Monstre de Boar's Head », Kanyar, no 3,‎ 2014.
- « Tropic Salomé », Kanyar, vol. 4,‎ 2015.
- « Gran marché », Kanyar, vol. 5,‎ 2016.
- « Madame Ziskar », Indigo,‎ 2018.
- « Faïza », Indigo,‎ 2018.
- « Calamity Chati », Lettres de Lémurie,‎ 2018.
- « L'Enterrement de Jacques », Kanyar, vol. 6,‎ 2019.

### Romans
- Rock Sakay, Paris, Éditions Gallimard, coll. « Continents noirs », 2016, 208 p.  (ISBN 978-2-07-017975-6).
- Sabena, Paris, Éditions Gallimard, coll. « Continents noirs », 2019, 224 p.  (ISBN 978-2-07-284174-3).